# Surveyor 5

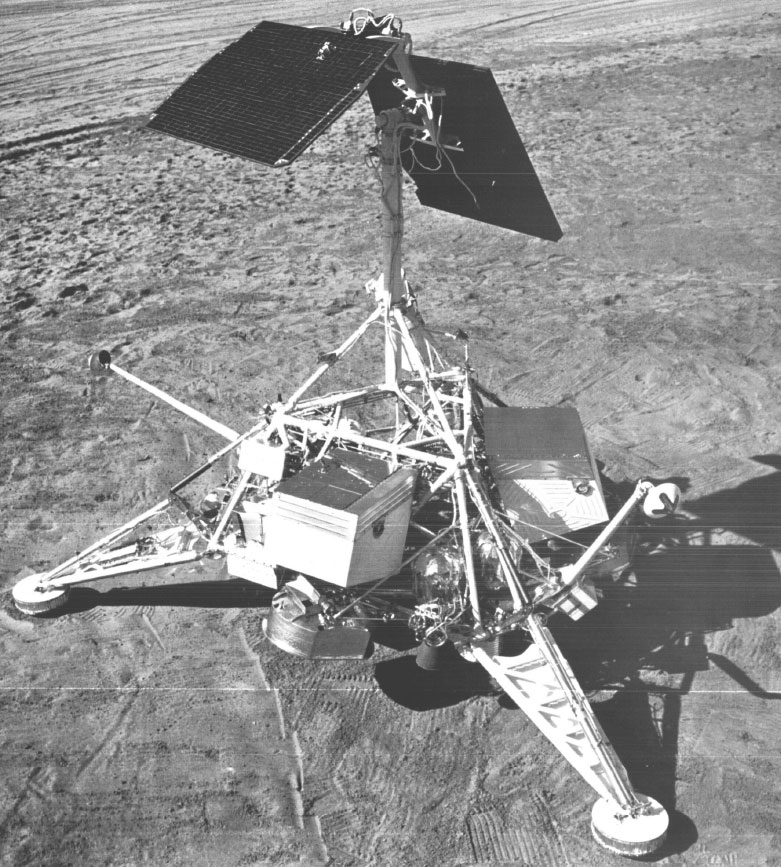
Surveyor

De Surveyor 5 was de derde succesvolle lander in het Amerikaanse Surveyor-programma. De lancering vond plaats op 3 september 1967 door een Atlas-Centaur-raket. Het ruimtevaartuig landde op 11 september 1967 op de maan en woog 283 kg. 
De Surveyor 5 had de beschikking over analyseapparatuur voor het bepalen van de bodemsamenstelling en was tot 17 december 1967 in gebruik. 

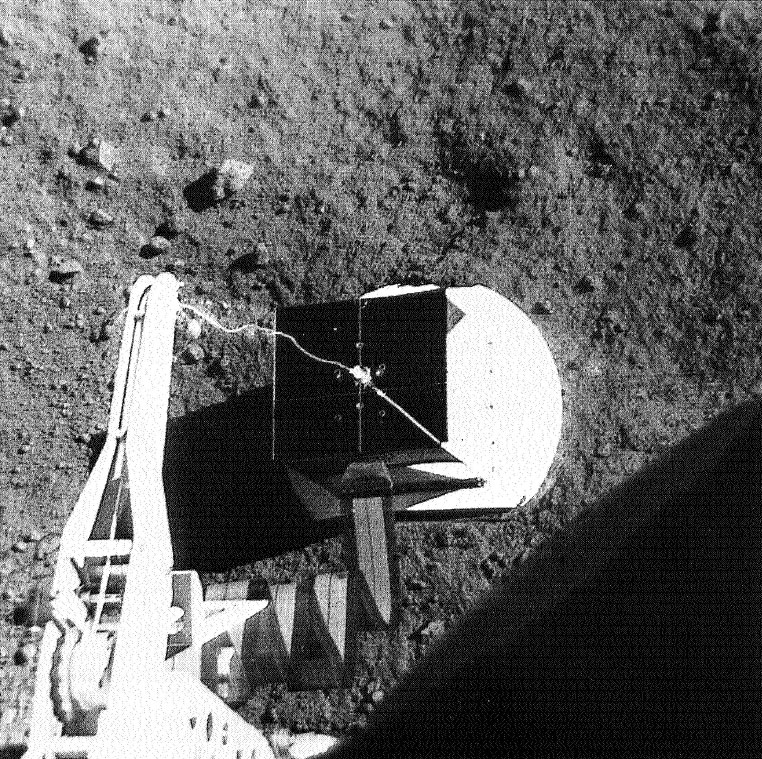
Analyseapparatuur Surveyor 5

Surveyor 1 · Surveyor 2 · Surveyor 3 · Surveyor 4 · Surveyor 5 · Surveyor 6 · Surveyor 7